# 阿德加尼亚
阿德加尼亚是葡萄牙布拉干萨区的一个堂区。总面积48.96平方公里，总人口447人，人口密度9.1人/平方公里。